# قائمة الصحف في أذربيجان
هناك 3500 صحيفة تقريباً بدأ نشرها في أذربيجان، أغلبها نُشرت باللغة الأذرية، ومن اللغات الأخرى للصحف التي طبعت في أذربيجان 130 صحيفة باللغة الروسية، و70 لغة باللغة الإنجليزية، و50 بلغات أخرى منها التركية والألمانية والعربية والفرنسية والفارسية والآرمية.
يُشار إلى الصحف الرئيسية والأكثر جدية والتي يوصف حجمها بالقطع الكبير باسم الصحف العريضة أو الصحف المميزة.
في ما يلي قائمة بالصحف الصادرة من أذربيجان:

## الصحف

### الصحف اليومية
| الاسم                | وقت الصدور | حجم الصفحة | التأسيس | المالك             | اللغة | التوجه السياسي       | الدعم خلال انتخابات 2013        |
| -------------------- | ---------- | ---------- | ------- | ------------------ | ----- | -------------------- | ------------------------------- |
| الجريمة والجنائية    | يومية      | قطع كبير   | 2016    | عقيل يوسيفوف       | أذرية | حزب أذربيجان الجديدة |                                 |
| أدالات               | يومية      | قطع كبير   | 1990    | عقيل عباس          | أذرية | يمين الوسط           | حزب أذربيجان الجديدة            |
| أزادليك              | يومية      | قطع كبير   | 1989    | غنيمات زاهد        | أذرية | اليسار               | المجلس الوطني للقوى الديمقراطية |
| أذربيجان             | يومية      | برلينر     | 1918    | الحكومة الأذرية    | أذرية | اليمين               | حزب أذربيجان الجديدة            |
| Bakinskiy Rabochiy   | يومية      | قطع كبير   | 1906    | أغابك أسغاروف      | روسية | يمين الوسط           | حزب أذربيجان الجديدة            |
| Bizim Yol            | يومية      | قطع كبير   | 2000    | بهاء الدين غزاييف  | أذرية | يسار الوسط           |                                 |
| إيشو                 | يومية      | قطع كبير   | 2001    | رؤوف طاليشينسكي    | روسية | ليبرالية             |                                 |
| إكسبرس               | يومية      | قطع كبير   | 1995    | موشفيج سافييف      | أذرية | يسار الوسط           |                                 |
| Kaspi                | يومية      | قطع كبير   | 1999    | Intellekt          | أذرية | يمين الوسط           |                                 |
| Khalg Gazeti         | يومية      | قطع كبير   | 1919    | محل إسماعيل أوغلو  | أذرية | اليمين               | حزب أذربيجان الجديدة            |
| Khalg Cebhesi Gazeti | يومية      | قطع كبير   | 2001    | التشين ميرزابيلي   | أذرية | اليسار               | المجلس الوطني للقوى الديمقراطية |
| Respublika           | يومية      | قطع كبير   | 1990    | الحكومة الأذرية    | أذرية | اليمين، شعبوية       | حزب أذربيجان الجديدة            |
| Sherg                | يومية      | قطع كبير   | 1996    | عاكف أشيرلي        | أذرية | اليمين               |                                 |
| Tezadlar             | يومية      | قطع كبير   | 1993    | عاصف مارزيلي       | أذرية | اليمين               |                                 |
| Üç nöqta             | يومية      | قطع كبير   | 1998    | خوشغدام هداية جيزي | أذرية | اليمين               |                                 |
| Yeni Musavat         | يومية      | قطع كبير   | 1989    | رؤوف عريف أوغلو    | أذرية | اليسار، شعبوية       | المجلس الوطني للقوى الديمقراطية |
| زمان                 | يومية      | قطع كبير   | 1991    | فتح الله كولن      | أذرية | يسار الوسط           |                                 |

## الصحف الأسبوعية
| الاسم                 | وقت الصدور | حجم الصفحة | التأسيس | المالك      | اللغة    | التوجه السياسي | الدعم خلال انتخابات 2013 |
| --------------------- | ---------- | ---------- | ------- | ----------- | -------- | -------------- | ------------------------ |
| Azernews              | كل أحد     | برلينر     | 1997    | فاضل عباسوف | إنجليزية | يمين الوسط     | حزب أذربيجان الجديدة     |
| Nedelya Jivaya Gazeta | كل أحد     | برلينر     | 1997    | غير معروف   | روسية    | يمين الوسط     | حزب أذربيجان الجديدة     |

## صحف محلية في أذربيجان
- في مدينة لنكران
  - صحيفة لنكران
- في إقليم نخجوان
  - صحيفة Sharg Gapisi
- في مدينة شاكي
  - صحيفة شاكي
  - صحيفة شاكينين ساسي
- في مدينة سومقاييت
  - صحيفة 365 Gün

## صحف متخصصة

### الرياضة
- Futbol+ صحيفة يومية متخصصة بالأخبار الرياضية

### شؤون مختلفة
- Ədəbiyyat qəzeti: صحيقة أدبية تصدر شهرياً
- Qoroskop: صحيفة مختصة بالأبراج تصدر شهرياً
- Tumurcuq: صحيفة للأطفال تصدر شهرياً

## صحف مجانية
- Birja: صحيفة مجانية أسبوعية للإعلانات المبوبة.

## الصحف الملغية
- اکينجي (1875–1877) - أسبوعية
- Bauer und Arbeiter (1924) - أسبوعية
- Çeşmə (1991–1995)- يومية.
- Dövran (1997–2000) - أسبوعية.
- Gündəlik Azərbaycan (2005–2007) - يومية.
- Istiglal (newspaper)|Istiglal (1932–1934) - أسبوعية
- Komanda (Azerbaijani newspaper)|Komanda (2008–2014) - صحيفة يومية عن أخبار كرة القدم
- Lenins Weg (1932–1936) - أسبوعية
- Müxalifət (1991–2007) - يومية
- Zerkalo (Azerbaijani newspaper)|Zerkalo (1990–2014) - يومية